# René-Karel Verheyen
René-Karel Verheyen (* 19. November 1907 in Borgerhout, Antwerpen; † 26. Oktober 1961 in Wilrijk) war ein belgischer Ornithologe, Hochschullehrer und Direktor des Labors für die Systematik von Wirbeltieren an der Universität Gent. 

## Leben
Verheyen begann seine berufliche Laufbahn im Bildungswesen und erwarb am 30. Juni 1926 das Lehrdiplom am Lehrerseminar von Antwerpen. Am 15. Juli 1930 erhielt er das Diplom mit Auszeichnung für den naturwissenschaftlichen Unterricht an Mittelschulen. Parallel zu seiner Lehrtätigkeit absolvierte er ein zoologisches Studium und bestand am 11. Juli 1936 an der Universität Gent die Bachelor-Prüfung in Zoologie.
Am 25. März 1937 trat René Verheyen eine Position als wissenschaftlicher Mitarbeiter in der Abteilung für rezente Wirbeltiere des Königlichen Naturhistorischen Museums von Belgien an, welches 1948 in Königlich-Belgisches Institut für Naturwissenschaften umbenannt wurde. In dieser Funktion war er verantwortlich für die Katalogisierung der ornithologischen Sammlungen des Landes. Parallel dazu arbeitete er an seiner Lizentiatsarbeit, die er unter der Anleitung von Louis Giltay begann, der jedoch am 25. Juli 1937 starb. Am 6. November 1937 erlangte Verheyen vor der staatlichen Jury für Universitätsunterricht das Diplom eines Lizentiaten in Zoologie, das er mit Auszeichnung abschloss.
Am 1. Dezember 1937 begann Verheyen als Museumsassistent und erhielt am 31. Dezember 1938 seine endgültige Ernennung. Bis 1947 hielt er über 2000 Vorträge und leitete Führungen in den Sprachen Niederländisch und Französisch, die er stets sorgfältig vorbereitete. Parallel dazu verfasste er seine Dissertation mit dem Titel Het vraagstuk der geografische vogelrassen in België, für die ihm am 26. Oktober 1939 an der Universität Gent das Doktorat in Zoologie mit höchster Auszeichnung verliehen wurde. Im Jahr 1940 wurde ihm der Louis-Empain-Preis für Naturwissenschaften zuerkannt.
Verheyens beruflicher Werdegang im Königlich-Belgischen Institut für Naturwissenschaften zeichnete sich durch einen kontinuierlichen Aufstieg in der institutionellen Hierarchie aus. Er wurde am 30. November 1944 zum stellvertretenden Konservator ernannt, eine Position, die am 19. Februar 1952 dem Rang eines stellvertretenden Laborleiters gleichgestellt wurde. Am 3. März 1952 übernahm er die Funktion des Laborleiters. Ab dem 18. März 1954 leitete er die Abteilung für rezente Wirbeltiere. Des Weiteren übernahm Verheyen im Jahr 1950 die Verantwortung für das belgische Vogelberingungswerk, das seit seiner Gründung im Jahr 1927 florierte.
Die stetig steigende Anzahl von Mitarbeitenden in der Vogelberingung, resultierend aus einer strategisch konzipierten Informationskampagne, sowie die Kooperationen mit internationalen Forschungsstationen führten zu einem erhöhten administrativen Aufwand. Dieser konnte von René Verheyen durch eine Umstrukturierung der Organisation des Beringungszentrums, die mit einer Gruppe engagierter Mitarbeiter realisiert wurde, erfolgreich bewältigt werden, obwohl das Personal begrenzt war. Ab 1950 übernahm er die Herausgeberschaft der zweisprachigen belgischen ornithologischen Zeitschrift Le Gerfaut - De Giervalk.
Die Vielzahl an Publikationen und Rezensionen von Verheyen in dieser Fachzeitschrift dokumentiert die Bedeutung seiner Aktivitäten in der zoologischen Forschung. Am 8. Mai 1959 wurde seine akademische Laufbahn durch die Ernennung zum Dozenten an der Universität Gent gewürdigt, wo er für die Lehre der systematischen Zoologie sowie die eingehende Erforschung der Wirbeltiere verantwortlich war. Obwohl er seine Position am Institut für Naturwissenschaften aufgab, setzte er seine wissenschaftliche Arbeit in den Laboren fort, die er weiterhin als Mitarbeiter besuchte.[1]
Ab 1937 begann Verheyen mit der systematischen Erstellung seiner Monografien über die Vogelwelt Belgiens, die zwischen 1940 und 1951 in acht Bänden publiziert wurden. Dieses bedeutende Werk, das sowohl kompilatorische Recherchen als auch persönliche Beobachtungen umfasst, erlangte eine beträchtliche öffentliche Resonanz, was sich in den zahlreichen Neuauflagen widerspiegelt. Der Präsident des Instituts für Nationalparks, Victor Van Straelen, beauftragte ihn im Zeitraum vom 13. März 1947 bis zum 13. Mai 1949 mit der Mitwirkung an der Expedition von Gaston-François de Witte im Nationalpark Upemba in Zentralafrika.
Verheyen war aufgrund seines Studiums ornithologischen Materials, das im Königlichen Museum für Zentral-Afrika aufbewahrt wird und während der Exkursionen von Serge Frechkop in den Jahren 1937 und 1938 im Albert- und Akagera-Nationalpark gesammelt wurde, gut auf seine Aufgabe vorbereitet. Zudem erwarb er zusätzliche Kenntnisse während seiner Aufenthalte in London im Mai 1938 und Juni 1939, wo er die Sammlungen der afrikanischen Avifauna im British Museum (Natural History) analysierte.
Im Zeitraum vom 13. Mai bis 16. Dezember 1953 nahm René Verheyen an der Expedition von Gaston-François de Witte im Albert-Nationalpark (Nordsektor) des Ruwenzori-Massivs teil, wodurch er seine Studien über die Vogelwelt Afrikas fortsetzte. Sein umfangreiches Werk reflektiert seine herausragende Forschungsleistung. Verheyen konzentrierte sich maßgeblich auf die Systematik und die vergleichende Anatomie von Vögeln außerhalb der Ordnung Passeriformes. Dabei hob er die bedeutende Rolle hervor, die die Analyse morphologischer und osteologischer Merkmale für die taxonomische Klassifizierung spielt.
Verheyen beschäftigte sich zudem mit sekundären Aspekten wie dem Sexualverhalten, dem Brutverhalten und der Mimikry sowie der Mauser. Er führte eine umfassende zoologische Untersuchung von 10.000 Eiern aus 100 verschiedenen Arten durch und stellte fest, dass die intraartlichen Variationen nicht nur in der Morphologie, sondern auch in der Gelegegröße, der Anzahl der Eier pro Nest sowie in deren Größe, Musterung und Färbung manifestiert sind. Die Ergebnisse dieser Studien wurden posthum in der Publikation Oologia Belgica veröffentlicht, die von Rudolf Fr. Verheyen überarbeitet wurde.
Verheyen war in verschiedenen Funktionen im Bereich des Naturschutzes und der Ornithologie tätig. Er gehörte dem Obersten Rat für Naturschutzgebiete an und leitete die belgische Sektion der Internationalen Kommission für Vogelschutz (heute BirdLife International). Zudem fungierte er als wissenschaftlicher Berater der Königlichen Zoologischen Gesellschaft Antwerpen und war Verwalter der Belgischen Vogelschutzgebiete. Darüber hinaus war er assoziiertes Mitglied des Nationalen Komitees für Biologische Wissenschaften der Académie royale des Sciences, des Lettres et des Beaux-Arts de Belgique.
Diverse belgische Institutionen nutzten Verheyens Expertise. Er beteiligte sich an zahlreichen internationalen ornithologischen Konferenzen und wurde mit Ehrungen ausländischer wissenschaftlicher Gesellschaften ausgezeichnet, darunter die Ernennung zum korrespondierenden Mitglied der Nederlandse Ornithologische Vereniging, der Deutschen Ornithologen-Gesellschaft sowie der American Ornithologists’ Union.
Sein Sohn Walter und sein Enkel Erik wurden ebenfalls prominente Zoologen in Belgien.

## Erstbeschreibungen von René-Karel Verheyen
Alle von René-Karel Verheyen beschriebenen Gattungen, Unterfamilien und Familien sind heute ungültig.
- Philomachus pugnax occidentalis, 1941
- Prunella modularis arduennus, 1941
- Troglodytes troglodytes occidentalis, 1941
- Glaucidium tephronotum kivuense, 1946
- Ruwenzorornis johnstoni bredoi, 1947
- Ploceus katangae, 1947
- Nicator chloris katangensis, 1951
- Ptyrticus turdinus upembae, 1951
- Urocolius indicus lualabae, 1951
- Bucephalinae, 1953
- Callonettinae, 1953
- Cyanocheninae, 1953
- Neocheninae, 1953
- Pyrrhurus scandens upembae, 1953
- Sarkidiornithinae, 1953
- Sibirionettinae, 1953
- Tachyerinae, 1953
- Ploceus katangae upembae, 1953
- Aiginae, 1955
- Amazonettinae, 1955
- Melanittinae, 1955
- Upupiformes, 1955
- Afropavonini, 1956
- Cardeos, 1956
- Carpococcyginae, 1956
- Corythaeolidae, 1956
- Corythaeolidae, 1956
- Corytheolinae, 1956
- Criniferidae, 1956
- Criniferidae, 1956
- Lathamini, 1956
- Loriculinae, 1956
- Macrocephalidae, 1956
- Piayinae, 1956
- Pipilidae, 1956
- Semeiophorinae, 1956
- Surniculinae, 1956
- Taperinae, 1956
- Tauracidae, 1956
- Cosmopeliinae, 1957
- Gallicolumbinae, 1957
- Hemiphaginae, 1957
- Leucosarciinae, 1957
- Lissotididae, 1957
- Megaloprepiinae, 1957
- Neotididae, 1957
- Oeninae, 1957
- Otidiphabinae, 1957
- Sarothrurinae, 1957
- Sarothrurinae, 1957
- Trugoninae, 1957
- Aethiinae, 1958
- Cerorhincidae, 1958
- Lymnocryptinae, 1958
- Macronectidae, 1958
- Moniidae, 1958
- Pagodromidae, 1958
- Philomachinae, 1958
- Pterodromidae, 1958
- Busarellinae, 1959
- Buteogallinae, 1959
- Coragypidae, 1959
- Gygini, 1959
- Hamirostrinae, 1959
- Harpyopseinae, 1959
- Leptoptilidae, 1959
- Necrosyrtinae, 1959
- Kiwi, 1960
- Dendrornithes, 1961